# Avenida Guardia Civil Sur
La avenida Guardia Civil Sur es una avenida principal de la ciudad de Lima, capital del Perú. Se extiende de suroeste a noreste en los distritos de Chorrillos y Santiago de Surco. Su trazo es continuado al noreste por la avenida Los Próceres.

## Historia
La avenida lleva el nombre Guardia Civil por la Escuela de Oficiales de la Campiña, inaugurada en el año de 1965 y ubicada en la misma avenida.
Desde el año 2005 su recorrido es continuo desde la avenida Alipio Ponce hasta el jirón Vista Alegre, que antes estaba interrumpido por las haciendas entre el límite de Chorrillos con Santiago de Surco.

## Recorrido
Se inicia en el óvalo La Curva, punto de confluencia de las avenida Defensores del Morro y la prolongación Paseo de la República.